# محمد عوض (سياسي فلسطيني)
محمد أحمد محمد عوض (30 سبتمبر 1960-) مهندس مدني وسياسي فلسطيني وأحد أعضاء حركة حماس، عين في عام 2018 رئيسًا للجنة متابعة العمل الحكومي في قطاع غزة واستمر حتى عام 2021.